# Estación de Balmes
Balmes es una estación de tranvía en proyecto  que se situará en la Avenida Diagonal entre los cruces de las calles Aribau y Balmes.  Dispondrá de doble andén lateral y se ejecutará por el proyecto de unión del Trambaix y el Trambesòs por la Avenida  Los trabajos de esta sección entre Francesc Macià y Verdaguer se realizarían en una fase posterior al tramo entre Glòries y Verdaguer.

## Servicios ferroviarios
| << cabecera    | < estación | línea | estación >             | cabecera >>            |
| -------------- | ---------- | ----- | ---------------------- | ---------------------- |
| En proyecto    |            |       |                        |                        |
| Trambesòs      |            |       |                        |                        |
| Francesc Macià | Casanova   |       | Diagonal - Cinc d'Oros | Estación de San Adrián |